# Binnenvaartschip

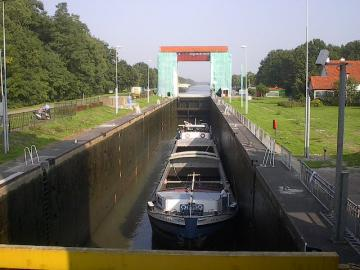
Binnenschip in de schutsluis van Eefde

Een binnenvaartschip, in de wet en de professie binnenschip genoemd, is een niet-zeewaardig vaartuig dat goederen en personen over de binnenwateren (zoals rivieren en kanalen) vervoert.
Begin 2006 waren in totaal ongeveer 7000 schepen en duwbakken ingeschreven voor de Rijnvaart. Zie voor een overzicht het artikel over binnenvaart.

## De schipper, het schip en de lading
Formeel is de gezagvoerder aan boord degene, die verantwoordelijk is voor de veilige vaart. In de praktijk is dat een kapitein of schipper. In de continuvaart varen dus meerdere kapiteins of schippers aan boord, waarvan er op een bepaald moment altijd maar één de gezagvoerder is. Informeel spreekt men alleen van kapitein, schipper of binnenschipper. Een vervanger is de aflosschipper of aflosser. De onder elkaar gebezigde aanspreektitel is van oudsher: buurman of buurvrouw.
Veel binnenvaartschepen zijn eigendom van de schipper zelf. Voor schippers en hun gezin is het schip tevens een varend huis. In toenemende mate is ook sprake van rederijen, die meerdere schepen in beheer hebben, en waar de schipper dan in loondienst van de rederij is. Dit gebeurde al langer in de tankvaart, maar komt ook in de droge-lading sector steeds meer voor.
Binnenschepen vervoeren allerlei lading zoals olie, graan, erts, containers en passagiers. Het is niet nodig dat lading wordt vervoerd. Binnenschepen en vooral duwbakken kunnen voor tijdelijke opslag worden gebruikt. Het heet vletten of vletwerk. Het betaalt minder dan met de lading varen.
Binnenschepen vindt men over de gehele wereld, maar het meest in West-Europa. Nederland heeft relatief de grootste binnenvaartvloot in West-Europa.

## Vrachtschepen

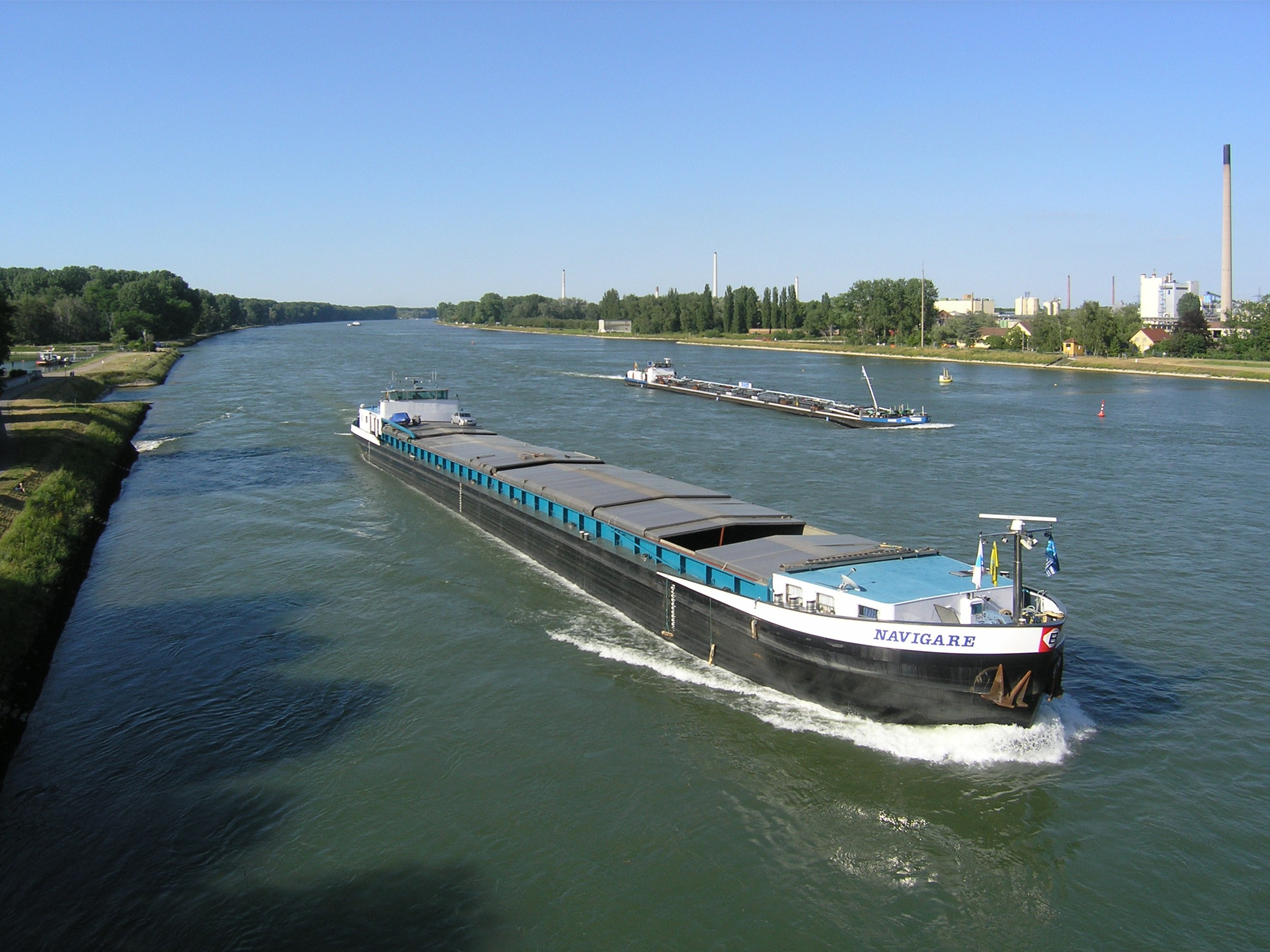
Vrachtschip met schuifluiken

Deze schepen zijn ingericht op het vervoer van bulkgoederen en ook nog wel voor stukgoederen.
Veel bulkvervoer bestaat uit erts, steenkool, landbouwproducten als graan, kunstmest enz. Het is niet nodig dat met luiken wordt gevaren, omdat sommige producten nat mogen worden. In dat geval levert zonder luiken varen tijdwinst bij het laden en lossen. Zand- en grindschepen worden zelfs volgespoten en kennen geen luiken. Droge lading is echter een begrip uit de evenredige vrachtverdeling en heeft formeel niets met nat te maken.
Schepen die stukgoed vervoeren hebben meestal luiken om het laadruim af te dekken. Een schip met moderne schuifluiken is te zien op nevenstaande foto. De Friese kap als luikenconstructie wordt steeds minder gezien in de beroepsmatige binnenvaart, omdat het openleggen van de luiken voor het laden en lossen zeer arbeidsintensief is.
Er wordt ook geëxperimenteerd met het automatisch beladen met pallets.

## Brandstof

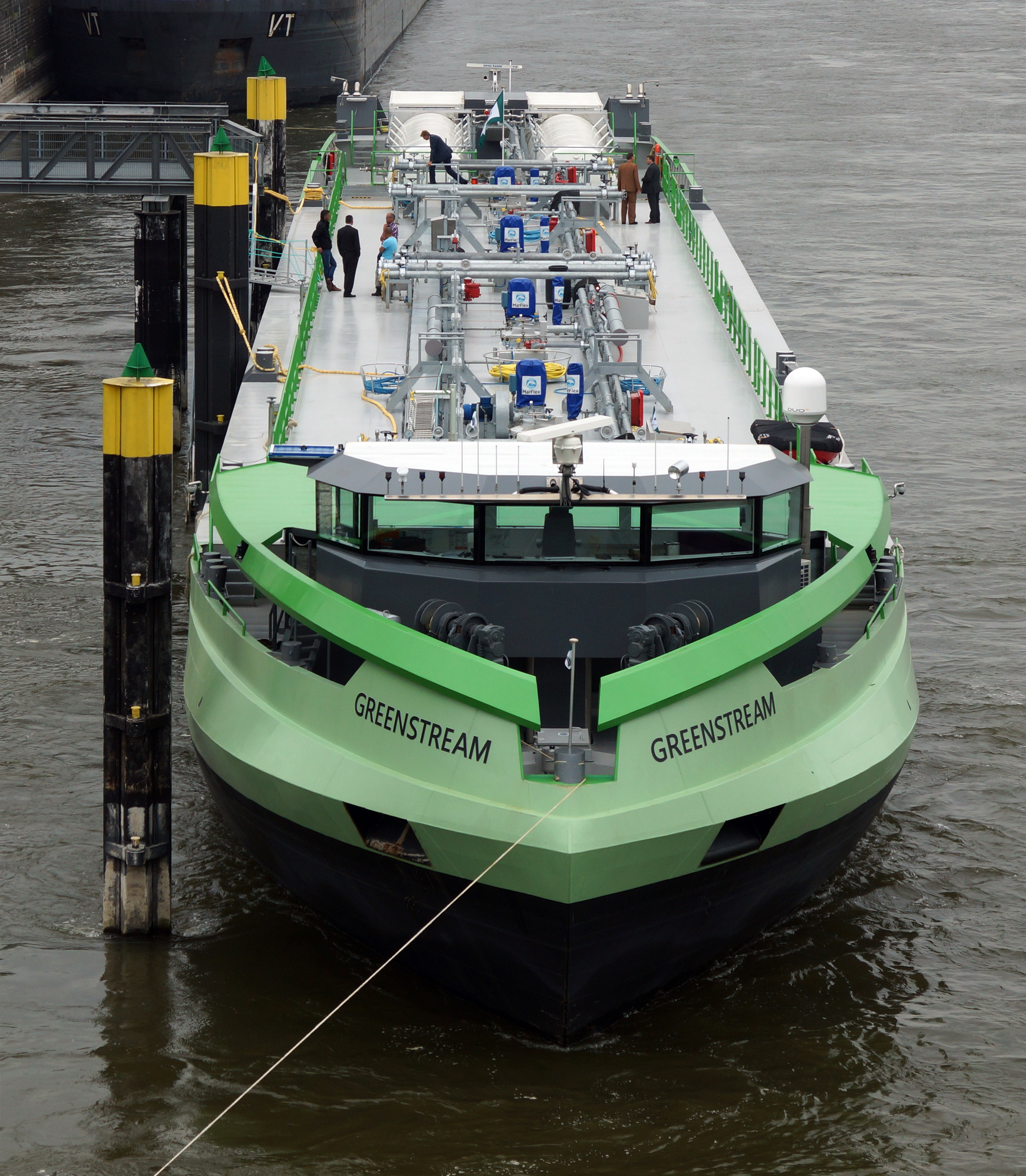
Greenstream aan de kade in Keulen

Bijna alle binnenvaartschepen maken gebruik van gasolie als brandstof voor de motoren. In 2013 is de eerste tanker in gebruik genomen waarvan de voorstuwing volledig lng-elektrisch is. Met deze toepassing wordt de uitstoot van kooldioxide (CO2) en stikstofoxiden (NOx) met respectievelijk meer dan 25% en 80% gereduceerd. Bovendien komt er geen zwaveloxide (SO2) en fijnstof vrij. De "Greenstream" vaart op de Rijn en in de tanks kan voldoende lng-brandstof worden meegenomen om op en neer van Rotterdam naar Bazel te varen zonder te bunkeren. De Greenstream is in 2013 wel 2 miljoen euro duurder dan een gewone tanker.

## Containerschepen

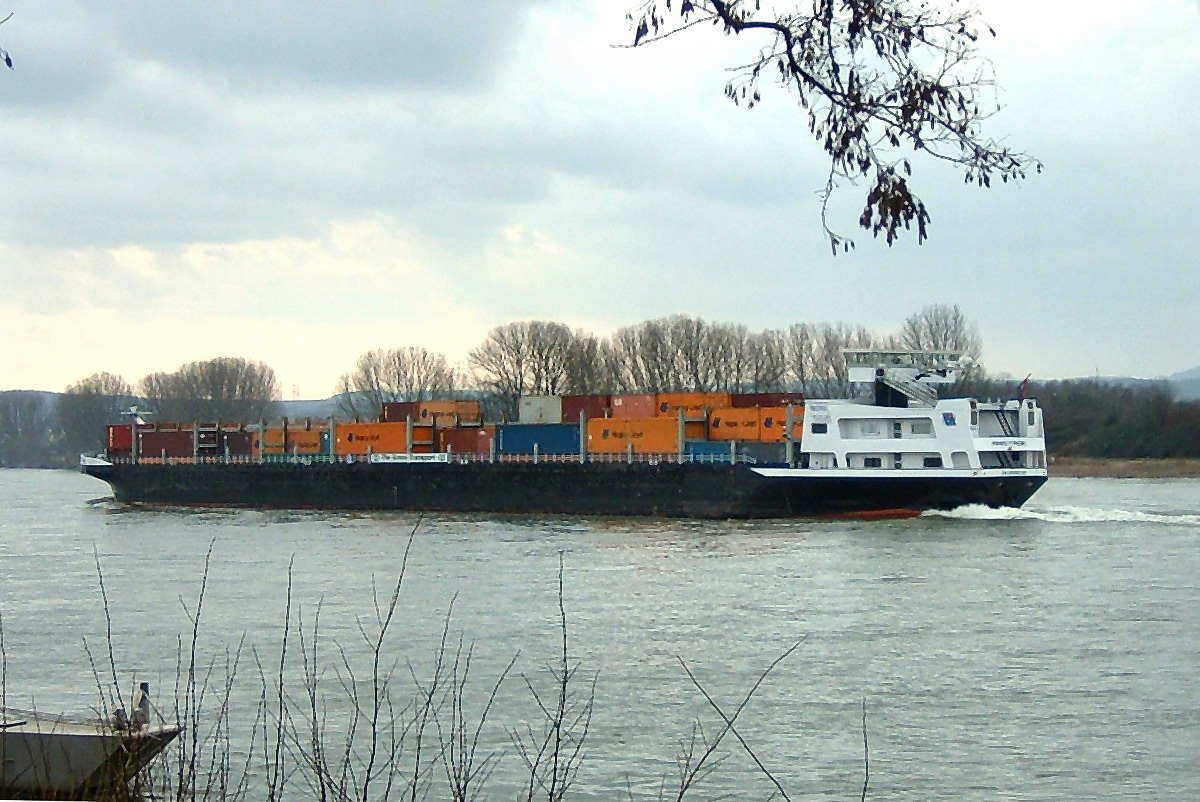
MCS Amistade

Stukgoed wordt voornamelijk vervoerd per container. Containerschepen zijn hiervoor speciaal ingericht. Ook relatief kleinere hoeveelheden vloeistoffen als chemicaliën worden in tanks met een containerframe vervoerd.
De lengte en breedte van het schip zijn afgestemd op de gestandaardiseerde afmetingen van containers. Het aantal containers dat op een containerschip kan worden meegenomen is mede afhankelijk van de diepgang en bestemming van het containerschip.
- In 1998 werd de “Jowi” opgeleverd en later dat jaar het zusterschip "Amistade", wat een revolutie in de binnencontainervaart veroorzaakte. Dit type schip heeft een lengte van 134,16 meter, is 16,9 meter breed en gaat 3,52 meter diep. Als alle ruimen volstaan en de containers 5 hoog zijn opgestapeld nemen ze 398 teu per schip mee.
- Op 10 december 2009 werd het nieuwste type containerschip voor de binnenvaart opgeleverd, dat een nieuwe revolutie betekende. Dit betreft de "Ursa Montana", een multi-inzetbaar schip in de vorm van een zogenaamd koppelverband. Dat betreft twee aan elkaar gekoppelde schepen met een totale lengte van 192 meter. Hiermee kunnen bij volledige benutting 824 teu op meegenomen worden. Er kunnen 6 stapels met 6 lagen vervoerd worden als de bruggen op de vaarroute dit toelaten. Het achterschip beschikt over twee voortstuwingsmotoren met ieder een vermogen van 1400 kW. Het schip beschikt over vier machinekamers om de beide schepen zelfstandig te kunnen laten afmeren. Het schip kan varen van Vlissingen tot aan Karlsruhe. Gezien de bruggenhoogte op de Rijn zal de stapelhoogte beperkt worden tot 4 hoog gestapelde containers.

Als dat nodig is worden goederen gekoeld vervoerd in koelcontainers, z.g. reefers. Als het schip geen eigen stroomvoorziening heeft die daarop is afgestemd, worden generatoren in containerframes tussen de lading gezet.
Het hoog stapelen van containers is niet zonder risico. Om te voorkomen dat containers overboord slaan bij een calamiteit worden de lagen die boven de den uitsteken door middel van stackers aan onderliggende lagen verbonden.

## Beunschepen

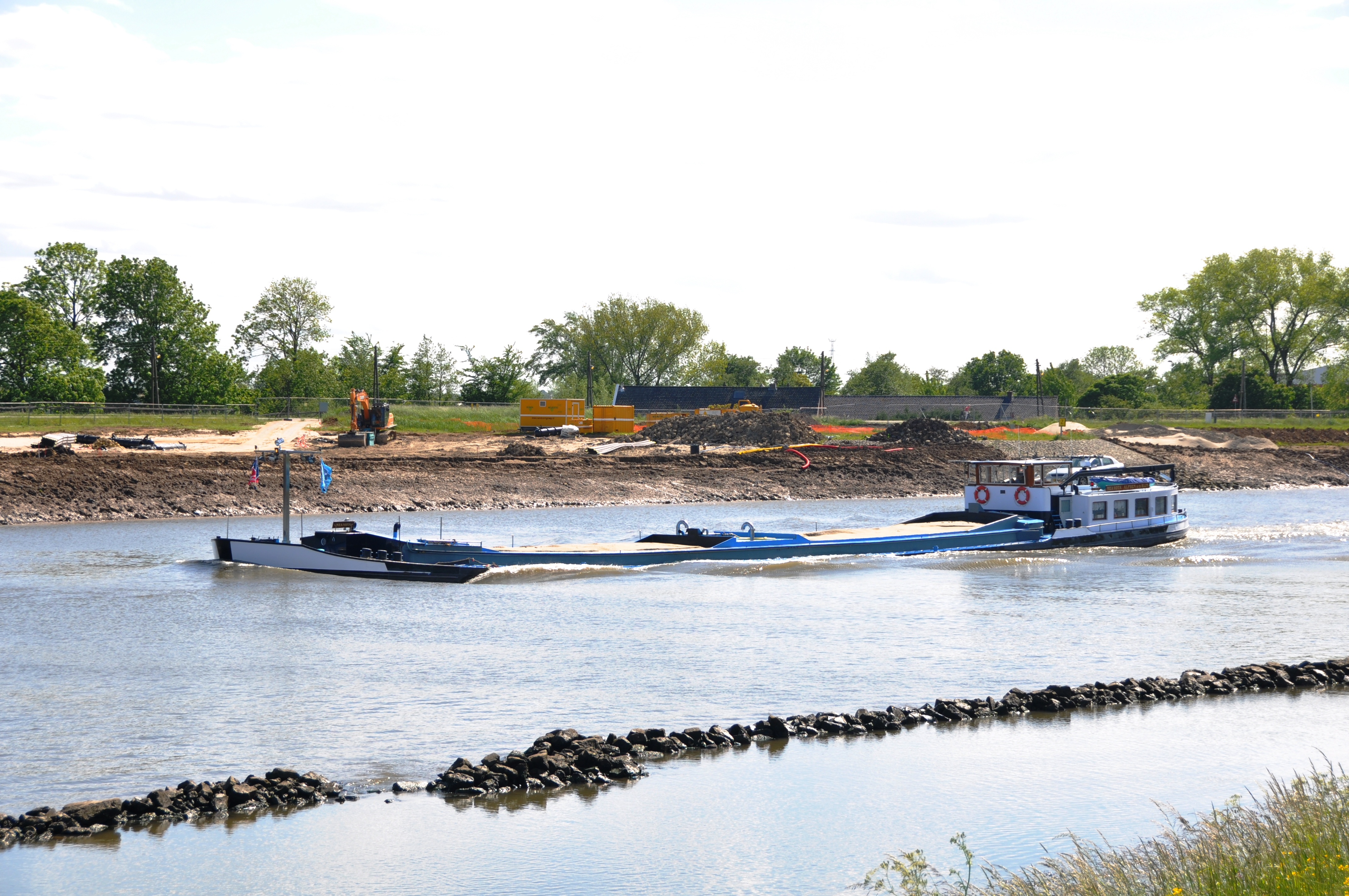
De MEA VOTA op de Hollandsche IJssel

Beunschepen zijn schepen met een dubbele wand. De dubbele wand of beun dient voor drijfvermogen als het schip volledig met zand gevuld wordt. Beunschepen vervoeren dan ook veelal spuitzand en baggerspecie. Het zand is vaak gemengd met zout water, en moet gespoeld worden met zoet water voordat het gebruikt kan worden als o.a. bestanddeel in cement of in het aanleggen van tuinen. Tijdens het vullen stroomt het overtollige water weg via in de dennenboom aangebrachte overlopen. Hierdoor vloeit overtollig water via het gangboord uit het ruim van het schip. Nadat het zand ingezakt is wordt de rest van het overtollige water en het spoelwater weggepompt zodat het schip weer op zijn ijken ligt en kan afvaren.
Deze schepen hebben een relatief klein ruim, maar omdat de lading die deze schepen vervoeren zwaar is kunnen deze schepen toch volledig afladen. Het zand dat door de zandzuiger in het schip wordt gepompt komt samen met water in het ruim. Dit water wordt door pompen via drainageleidingen, die zich in een goot onder in het ruim bevinden, afgevoerd. Om het water goed naar de goten te geleiden zijn de ruimen van oude schepen in een V-vorm gebouwd. Nieuwe schepen hebben vaak twee of meer goten. Omdat spuitzand soms te zwaar is om af te laden, of omdat er op diepgang geladen moet worden als de waterstand op de bestemming bijvoorbeeld niet hoog genoeg is, zijn er in de meeste beunschepen loospoorten in de den aangebracht. Dit zijn kleppen die tijdens het laden van spuitzand opengezet kunnen worden, zodat de overtollige hoeveelheid zand geloosd wordt.
In 2004 werd het beunschip No Limit opgeleverd, dat op 5 juli 2004 ironisch genoeg na het laden in IJmuiden bij het afmeren in de middensluis te IJmuiden plooide. Na onderzoek bleek dat de sterkteberekeningen van het schip waren uitgevoerd met de formules voor een normaal vrachtschip.

## Tankschepen

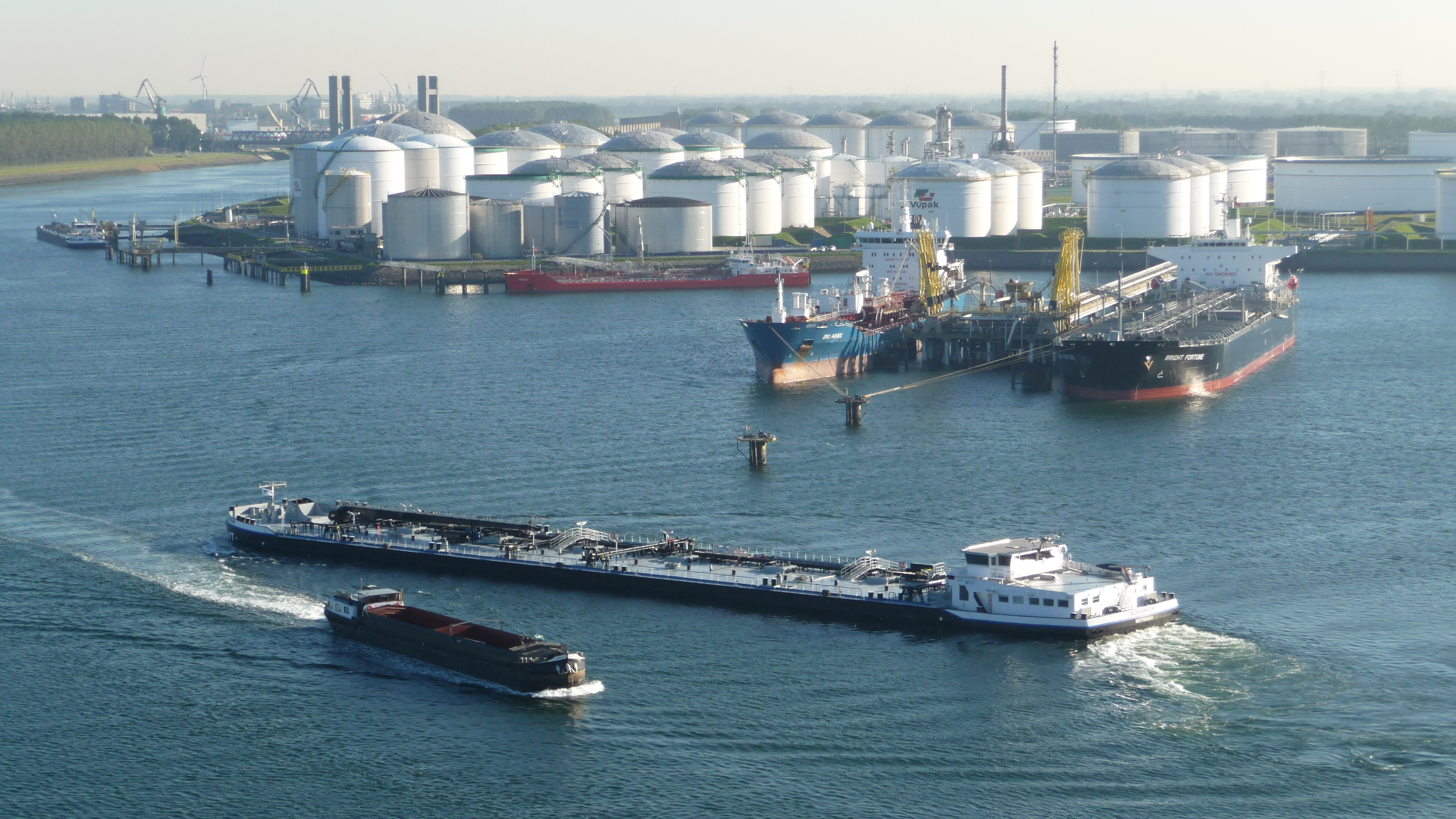
Binnenvaarttanker Vlissingen passeert de Zevende Petroleumhaven.

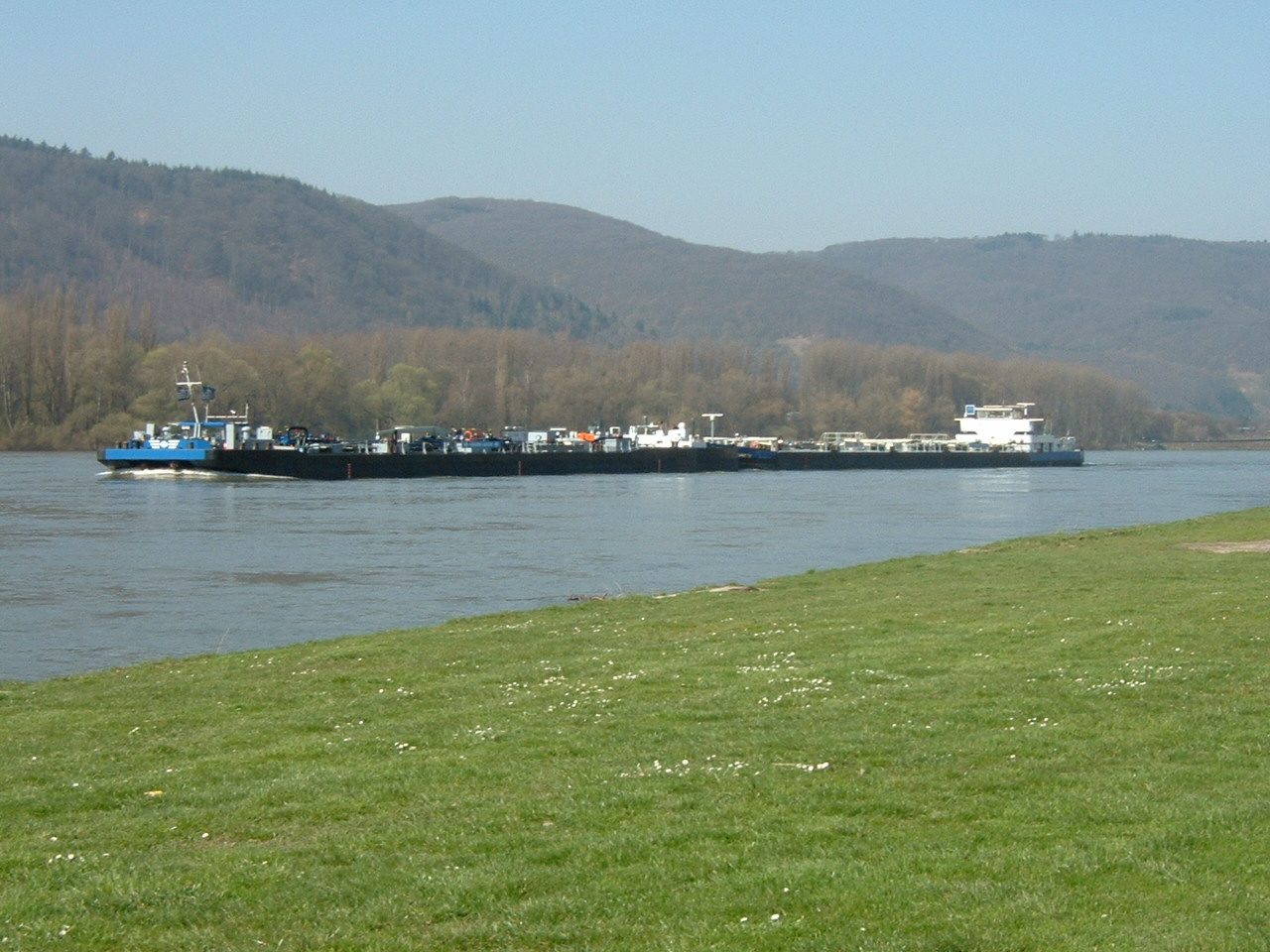
Koppelverband Tankvaart

Dit is het soort schip dat de meeste variaties heeft. Deze schepen worden gebruikt voor vloeistoffen, gassen en poedervormige producten. In mei 2010 arriveerde vanuit Shanghai in Rotterdam het casco van het dusver grootste binnenschip, de "Vorstenbosch", een tanker van de Verenigde Tankrederij. Het schip is 147,5 m lang, 22,80 m breed en kan 13.000 ton bunkerolie vervoeren. Begin 2006 waren er nog ongeveer 1700 tankers en tankbakken ingeschreven in het de Rijnvaartregister. De Nederlandse vloot telde in 2018 1138 tankers. De totale West-Europese tankervloot (inclusief Zwitserland) bestond uit 1825 schepen.

### Type Normaal (N)
Dit zijn de traditionele tankschepen. Deze zijn veelal enkelwandig en hebben aan twee kanten ladingtanks. De lading wordt eruit gepompt met wormpompen. Veelal wordt met deze schepen diesel, benzine en andere aardoliedestillaten vervoerd. Verwacht wordt dat er rond 2010 nog maar een beperkt aantal van deze schepen zal varen, omdat veel producten die nu nog met normale tankers wordt vervoerd dan met modernere en gespecialiseerdere tankers moet worden vervoerd. Dit type wordt ook gebruikt voor eetbare oliën. Wel zijn de tanks dan van roestvast staal.

### Type Chemie (C)
Dit type kan worden onderverdeeld in twee categorieën: tankers waarvan de tanks uit roestvast staal zijn vervaardigd, zodat ze zware chemie als fenol, zoutzuur enz kunnen vervoeren. Dit is ook het type tanker met de hoogste veiligheidsnormen, omdat de lading vaak gevaarlijk kan zijn voor de bemanning en omgeving. Ook bevinden zich onder de chemietankers de gecoate tankers. De tanks zijn gemaakt van normaal scheepsbouwstaal, maar nadat de tanks zijn gestraald wordt dit staal behandeld met een speciale coating. Deze schepen vervoeren veelal benzeen, cyclohexaan en nafta. Deze schepen zijn dubbelwandig waardoor de schepen na een aanvaring minder kans hebben om lek te raken. Dubbelwandige schepen kunnen hierdoor ook stoffen vervoeren met een stolpunt van boven de 60° Celsius, mits zij voorzien zijn van een tankverwarmingsinstallatie (Spiralen/ducks). Sommige stoffen vereisen volgens het Agrément sur le Transport Dangereux Nautique sur Rhin (ADNR), een internationale overeenkomst waaraan gevaarlijke transporten over de Rijn moeten voldoen, aanvullende bouwvoorschriften zoals het elektrisch verwarmen Heat tracing van de gasretourleiding.

### Type Gas (G)

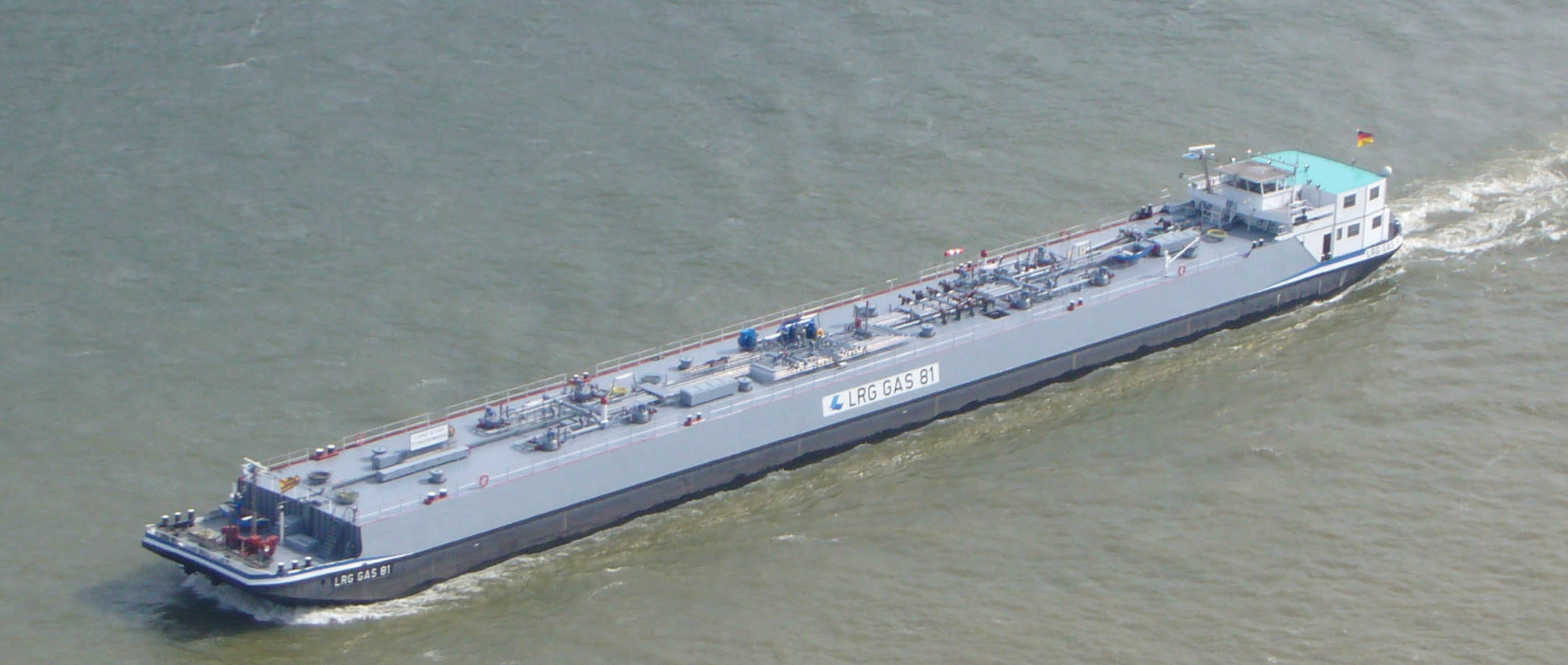
Gastanker

Deze schepen zijn vaak driedubbelwandig uitgevoerd. Naast de dubbele wanden die chemietankers ook hebben zijn deze schepen uitgerust met losse ronde tanks. Dit omdat dit de sterkste vorm is. Dit is nodig omdat de gassen onder druk vloeibaar zijn gemaakt. Deze schepen zijn te herkennen aan het complexe leidingsysteem en de dichtgeschroefde tankhoofden.

### Poedertankers
Deze schepen kunnen hun lading lossen met pompen omdat veel poeders de eigenschap hebben zich als vloeistof te gedragen wanneer deze zich onder een bepaalde druk bevinden. Veel van dit soort schepen vervoeren cement, maar ook vliegas, kalk en meel wordt met deze schepen vervoerd. Deze goederen komen alle in aanmerking voor pneumatisch transport.

## Roroschepen

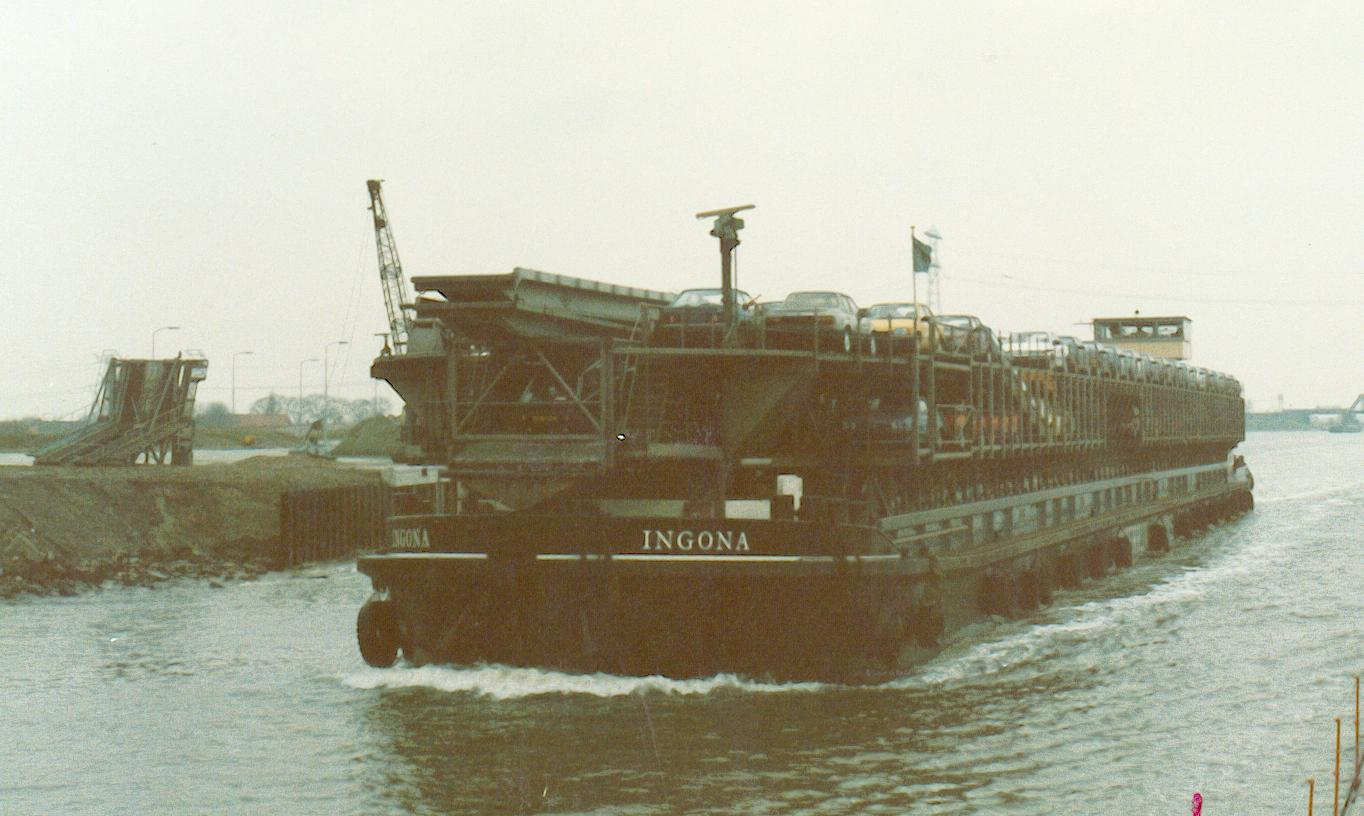
Autocarrier

Een roll-on-roll-offschip vervoert rollende lading zoals auto's, tractoren en vrachtwagens.
Via een laadklep rijden de auto's van een autocarrier het schip op en af. Vaak hebben deze schepen drie dekken. Het geheel ziet eruit als een varende parkeergarage. Schepen zoals die op nevenstaande foto kunnen ruim 500 auto's vervoeren en varen meestal voor diverse autofabrikanten. Het vervoer vindt plaats vanaf diverse Duitse steden en de zeehavens Vlissingen, Rotterdam en Antwerpen.

## Duwboot
Een duwboot kan een gewoon schip zijn met een vierkante kop in plaats van een puntige, zodat een duwbak voor het schip kan worden gekoppeld. Veel schepen varen vast met een bak. Dit wordt dan een koppelverband genoemd. Ook zijn er speciale schepen die geen ruimen hebben maar alleen bestaat uit een achterschip met speciale duwknieën. Dit komt dan achter een of meer bakken en duwt deze naar hun bestemming.

## Duwbakken

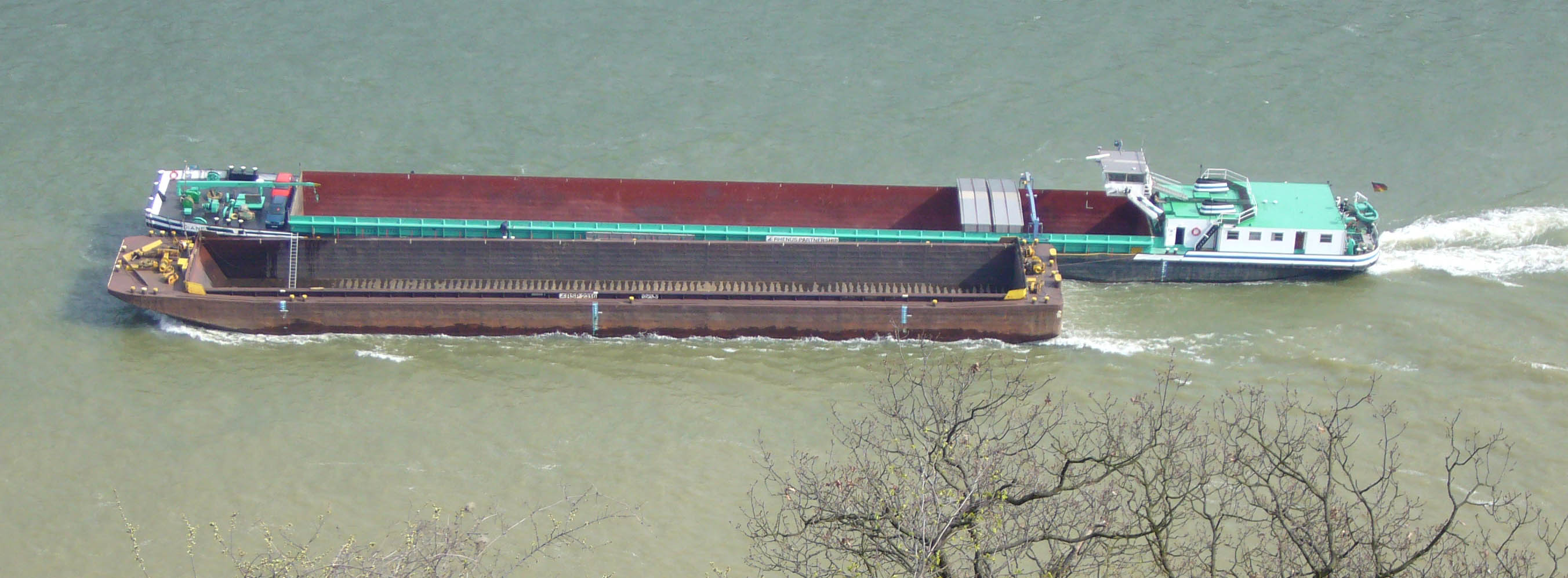
Koppelverband

Dit zijn schepen die niet zelfstandig kunnen varen. Ze worden gekoppeld aan een duwboot. Deze bakken bestaan in allerlei varianten. Zo zijn er veel duwbakken die met vier of zes stuks tegelijk van Rotterdam naar Walsum (Duitsland) worden gebracht en geladen zijn met kolen. Ook zijn er veel tankduwbakken die loog en zuur vervoeren. Maar er zijn ook drogeladingbakken met luiken en beunbakken die zand en bagger vervoeren.
De duwbakken worden aan andere bakken of schepen gekoppeld door middel van staaldraden die worden aangetrokken door een koppellier.

## Passagiersschip
De passagiersvaart kent vele verschijningsvormen. Zo zijn er de rondvaarten, zoals bijvoorbeeld in de Amsterdamse grachten en in die van Brugge en partyschepen, maar ook riviercruises en veerdiensten. De rondvaart op de Amsterdamse grachten is in 2010 zelfs de op een na grootste toeristische attractie van Nederland Schepen voor de passagiersvaart kunnen worden onderverdeeld in schepen voor:
- dagpassagiersvaart
- riviercruisevaart
- chartervaart
- veerdiensten

De passagiersvaart neemt ongeveer 10% van de omzet van de totale Nederlandse binnenvaart (2,3 miljard euro) voor haar rekening.
| In 2010 kende de Nederlandse vloot 742 passagiersschepen (zonder de veren): | In 2010 kende de Nederlandse vloot 742 passagiersschepen (zonder de veren): |
| --------------------------------------------------------------------------- | --------------------------------------------------------------------------- |
| Hotelschepen 42                                                             | Reguliere passagiersvloot                                                   |
| Dagschepen 303                                                              | Reguliere passagiersvloot                                                   |
| Hotelschepen 341                                                            | Chartervloot                                                                |
| Dagschepen 56                                                               | Chartervloot                                                                |

### Dagpassagiersvaart

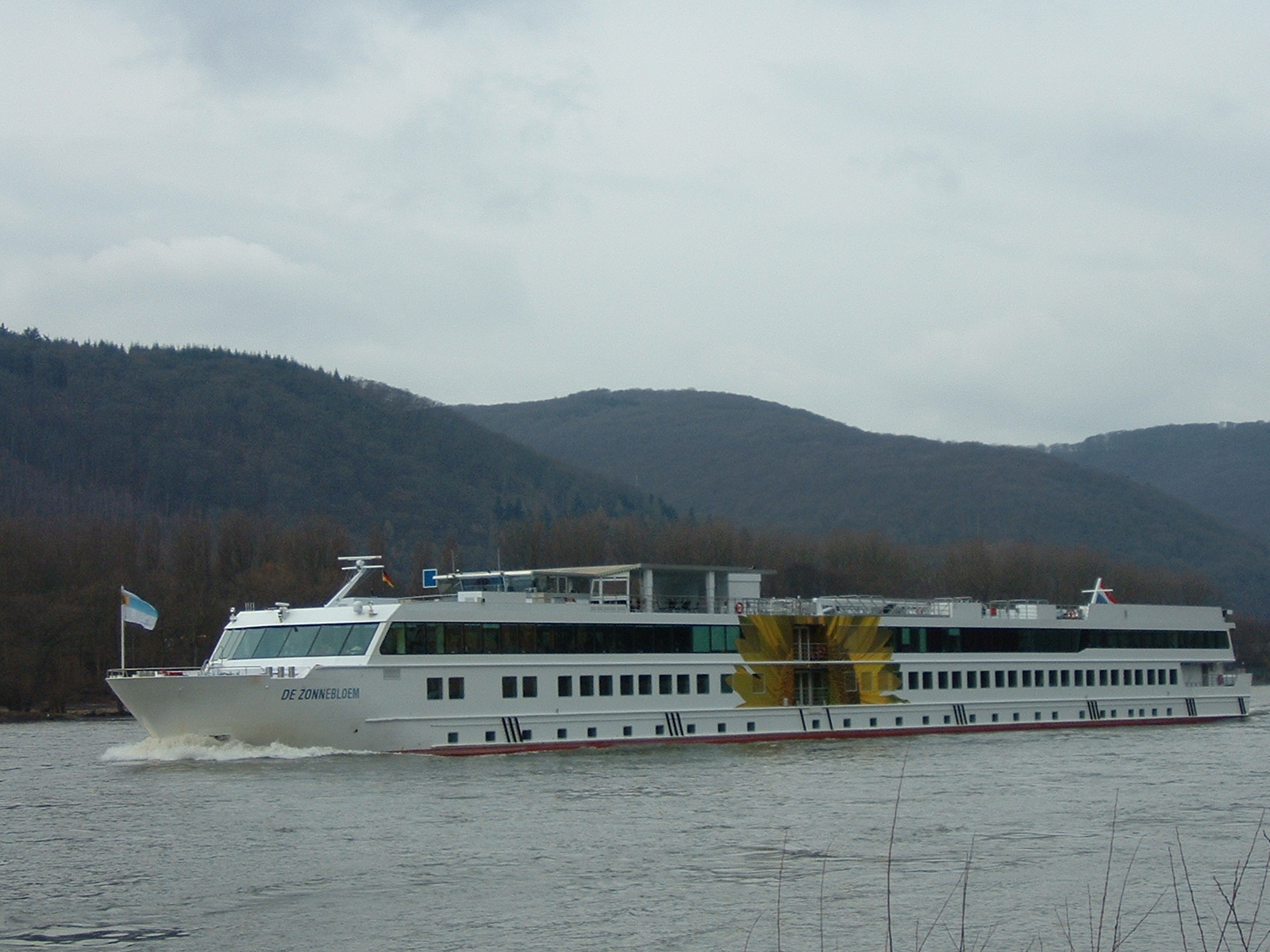
Passagiersschip MPS de Zonnebloem

Op deze schepen wordt met passagiers gevaren die er niet op blijven slapen. Voor rondvaarten en dagtochten, maar ook partyschepen voor evenementen zoals bruiloften en partijen. Vaak wordt in plaats van een zaal te huren voor een congres of tentoonstelling een passagiersschip gehuurd. Nederland, België en veel andere gebieden zijn vanaf het water beter te bekijken dan vanaf de wal. In Brugge vindt men rondvaarten op de Brugse reien, In Amsterdam, Rotterdam (Spido) en veel andere steden - waaronder Den Haag (Ooievaart), Delft, 's-Hertogenbosch en Zutphen - varen rondvaartboten met toeristen. Ook in Gent en Antwerpen kan men kennismaken met het historische centrum. Met themarondvaarten bieden de schepen een inzicht in de eeuwenoude folklore van de steden.

### Riviercruisevaart
Met deze schepen worden de meerdaagse reizen over de Europese waterwegen gemaakt. Dat kunnen schepen voor normale cruises zijn, maar ook speciale hospitaalschepen zoals de J. Henry Dunant en De Zonnebloem. Dit zijn schepen die bedoeld zijn voor mensen die ziek of minder valide zijn en daartoe
speciaal zijn uitgerust. Met cruiseschepen op de Rijn kunnen rijnreizen worden gemaakt. Sinds de vaarweg naar de Donau open is, neemt het varen met cruiseschepen flink toe.

### Chartervaart
Een speciale vorm van passagiersvaart is het varen met historische binnenschepen van de bruine vloot, oude zeilschepen die zijn omgebouwd en geschikt gemaakt voor personenvervoer, aangevuld met oudere motorvrachtschepen die werden omgebouwd tot passagiersschip. Bij het zeilen wordt van de passagiers een actieve rol aan boord verwacht, het meewerken aan de bediening van de zeilen. Het verblijf aan boord is met name geschikt voor groepen als families, scholen, jeugdclubs, bedrijven enz. enz.

### Veerdiensten

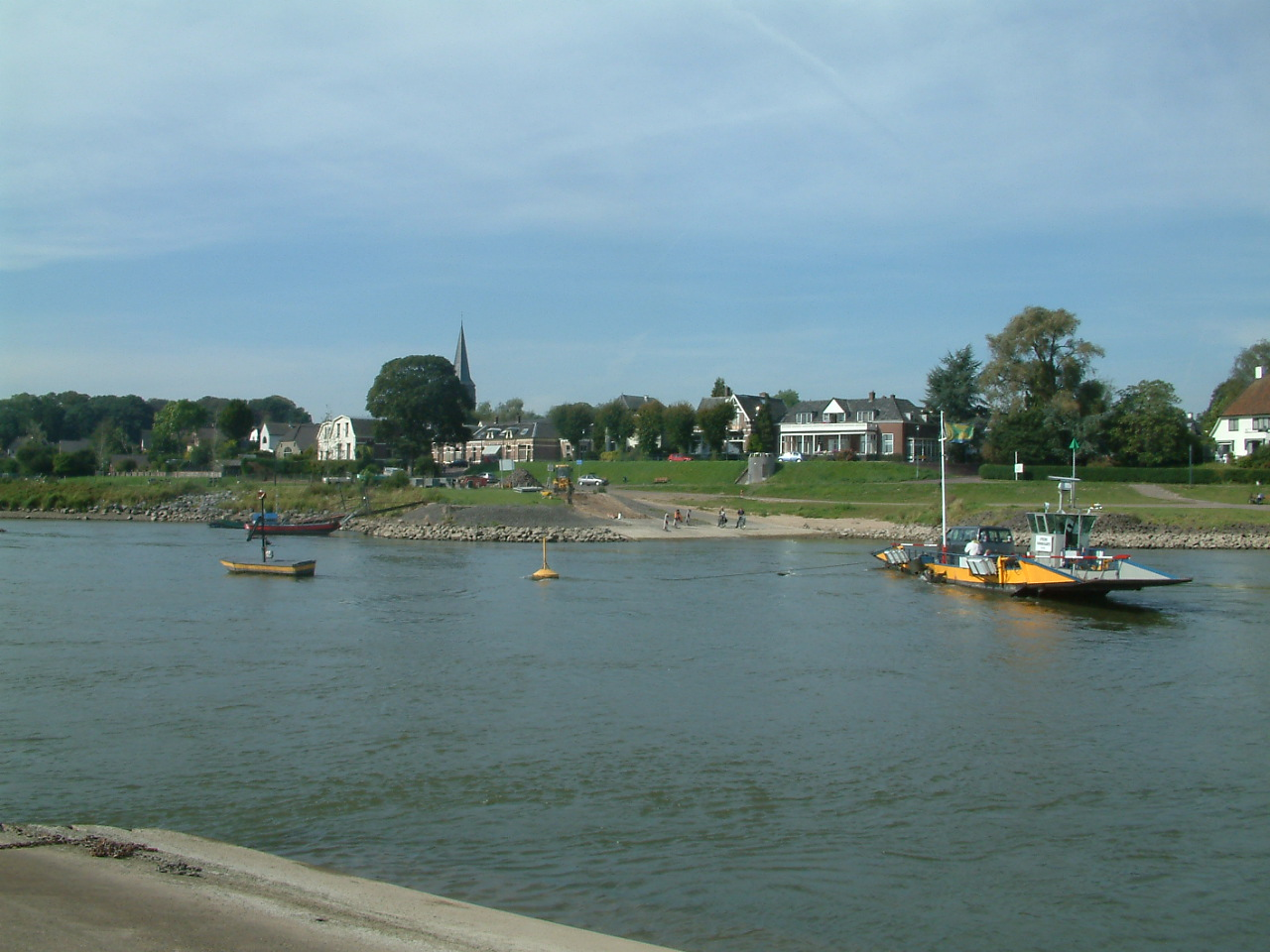
Gierpont over de IJssel van het Dierensveer

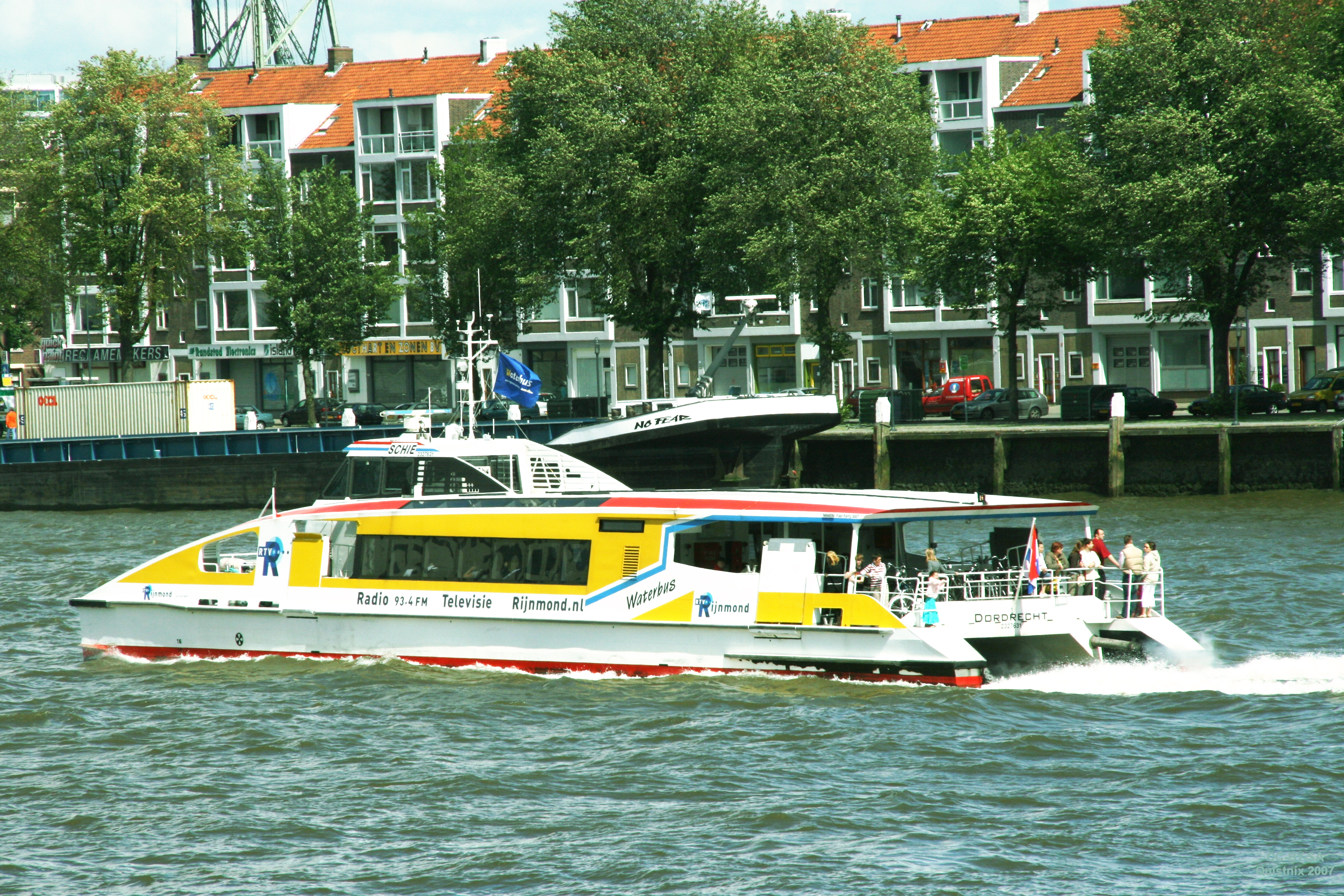
Waterbus Drechtsteden in Rotterdam

Een veerpont wordt gebruikt om alleen maar het water over te steken. Links een gierpont, die aan een ketting en staaldraad met een bovenstrooms zwaar anker is verbonden. Door de stroom en het schuin op de stroomrichting manoeuvreren van de pont gaat die zonder andere aandrijving vanzelf naar de overkant. Vanwege de tijdsdruk wordt er tegenwoordig een schroefaandrijving bij gezet.
En ook voor wie geen vakantie aan boord wil vieren, maar en stukje wil varen, kan dat met de pont. In Nederland zijn voorbeelden bekend van veerdiensten die meer de rol van openbaar vervoer aannemen, door verschillende plekken die langs een bepaalde rivier liggen aan te doen. Bijvoorbeeld tussen Rotterdam, Krimpen aan den IJssel, Hendrik-Ido-Ambacht, Alblasserdam, Dordrecht, Zwijndrecht, Papendrecht, Sliedrecht en Gorinchem met de Waterbus of Fast Flying Ferry.
Veerboten varen meestal op zout water, zoals voor het vervoer tussen de vaste wal en de Waddeneilanden.

## Zeevarende binnenschepen en zeeschepen in de binnenvaart

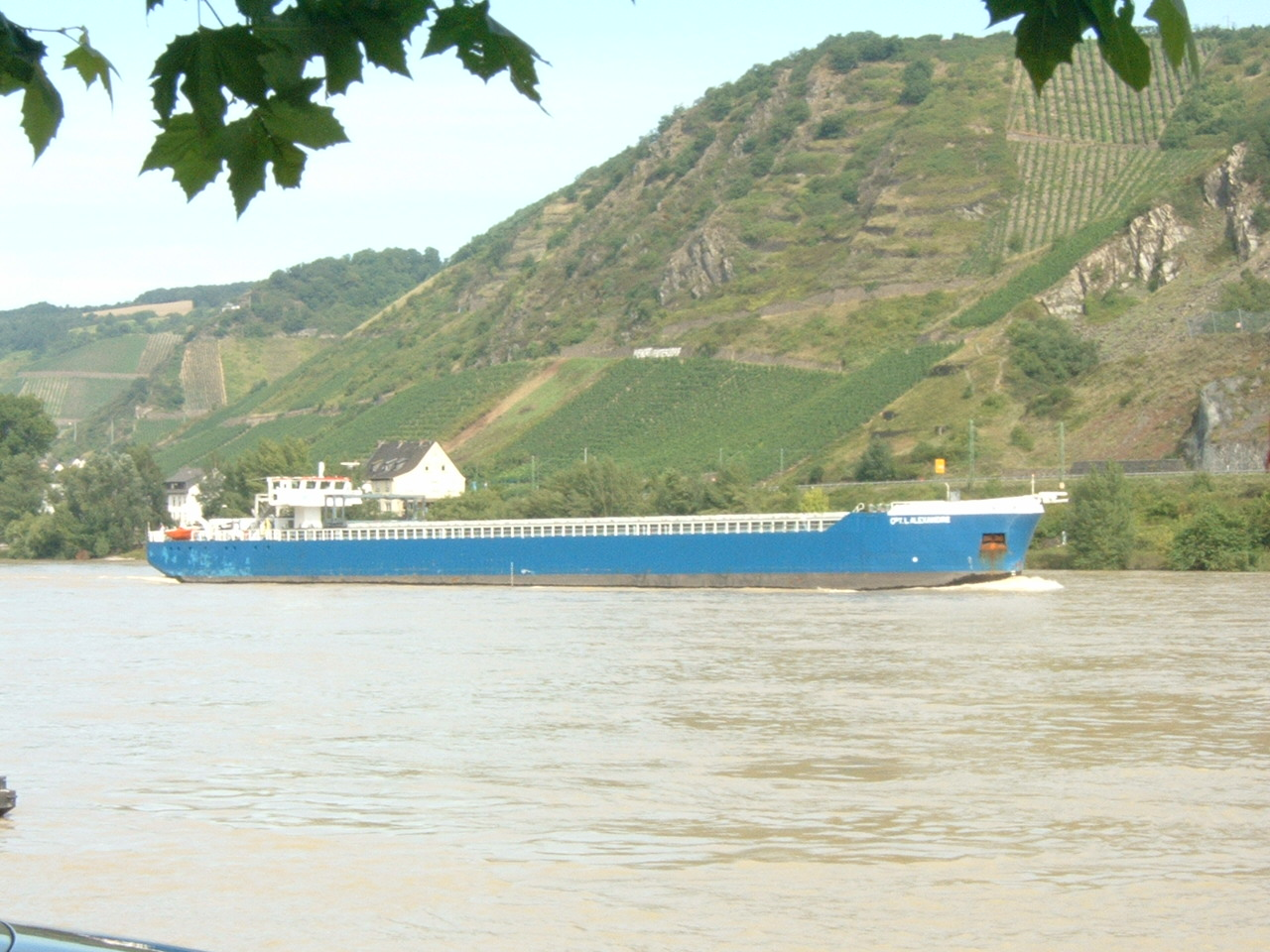
Kruiplijncoaster op de Rijn

In tegenstelling tot een zeeschip mag een binnenschip niet over zee varen. Daarvoor is normaal gesproken de constructie te licht. Uitzondering zijn de speciaal daarvoor versterkte en verhoogde binnenschepen in de estuaire vaart. De Vlaamse zeehavens zijn onvoldoende aangesloten op het Europese hoofdvaarwegennet en aangepaste binnenschepen mogen wel voor de kust langs naar Zeebrugge en Oostende varen.
Het kan ook voorkomen dat zeeschepen op de binnenwateren varen. Er bestaan zeeschepen die speciaal op Rijnvaarthoogte zijn gebouwd en zowel op zee als op de binnenwateren opereren. Een voorbeeld daarvan zijn de kruiplijncoasters, die vanaf de Noordzee over de Theems tot in Londen, de Seine tot in Parijs, en over de Rijn zelfs tot voorbij het Ruhrgebied komen.
Als ze op de Rijn willen varen hebben ze naast een meetbrief en hun IMO-nummer ook een ENI-nummer nodig en een Certificaat van Onderzoek

## Verwante onderwerpen
- Spits
- Kempenaar
- Dortmunder
- Rijn-Hernekanaalschip
- Europaschip
- Groot Rijnschip